# ダビダ (小惑星)
ダビダ (511 Davida) は小惑星帯に位置する小惑星。アメリカ合衆国の天文学者レイモンド・ドゥーガンがドイツのハイデルベルクにあるケーニッヒシュトゥール天文台で発見し、同じくアメリカ合衆国の天文学者デイヴィッド・ペック・トッドに因んで命名された。
海王星より内側を公転している準惑星および小惑星の中で6番目の大きさの天体である。2002年にW・M・ケック天文台の光学的な観測によって写真が撮影された。